# Challenge Cup (pallavolo femminile)
La Challenge Cup di pallavolo femminile è un torneo europeo, terzo per ordine d'importanza tra le competizioni CEV, riservato alle squadre di club.
La prima edizione del torneo si è svolta a partire dal 1980 con il nome di Coppa CEV; con la riforma dei tornei, dal 2007, ha assunto la denominazione attuale.

## Albo d'oro
| Edizione                                                | Edizione                | Podio                  | Podio                  | Podio              |               |
| Anno                                                    | Sede della finale       | Campione               | Seconda                | Terza              |               |
| ------------------------------------------------------- | ----------------------- | ---------------------- | ---------------------- | ------------------ | ------------- |
| Dal 1981 al 2007 la competizione è denominata Coppa CEV |                         |                        |                        |                    |               |
| 1980-81 Dettagli                                        | -                       | Lohhof                 | Cecina                 | Wiesbaden          |               |
| 1981-82 Dettagli                                        | -                       | Münster                | Brogliaccio            | Orion              |               |
| 1982-83 Dettagli                                        | -                       | CJD Feuerbach          | Cecina                 | Rüsselsheim        |               |
| 1983-84 Dettagli                                        | -                       | Amatori Bari           | Modena                 | CJD Feuerbach      |               |
| 1984-85 Dettagli                                        | -                       | Viktoria Augsburg      | Amatori Bari           | CUS Parma          |               |
| 1985-86 Dettagli                                        | -                       | Reggio Emilia          | CJD Feuerbach          | Stella Rossa       |               |
| 1986-87 Dettagli                                        | -                       | Modena                 | Münster                | Brogliaccio        |               |
| 1987-88 Dettagli                                        | -                       | Brogliaccio            | Reggio Emilia          | Emlakbank          |               |
| 1988-89 Dettagli                                        | -                       | Reggio Emilia          | Slavia Praga           | Schwerte           |               |
| 1989-90 Dettagli                                        | -                       | Orbita                 | Lohhof                 | Rapid Bucarest     |               |
| 1990-91 Dettagli                                        | -                       | Matera                 | Reggio Emilia          | VakıfBank          |               |
| 1991-92 Dettagli                                        | -                       | Matera                 | Modena                 | VakıfBank          |               |
| 1992-93 Dettagli                                        | -                       | Canottieri Aniene      | Eczacıbaşı             | Uraločka           |               |
| 1993-94 Dettagli                                        | -                       | Münster                | Amazzoni Agrigento     | Iskra Luhans'k     |               |
| 1994-95 Dettagli                                        | -                       | Sumirago               | Orbita                 | Villebon           |               |
| 1995-96 Dettagli                                        | -                       | Münster                | Emlakbank              | Rossy Mosca        |               |
| 1996-97 Dettagli                                        | -                       | Canottieri Aniene      | Romanelli              | Galatasaray        |               |
| 1997-98 Dettagli                                        | Mulhouse                | Reggio Emilia          | Virtus Reggio Calabria | ASPTT Mulhouse     |               |
| 1998-99 Dettagli                                        | Napoli                  | Centro Ester           | Iskra Luhans'k         | Uraločka           |               |
| 1999-00 Dettagli                                        | Reggio Calabria         | Virtus Reggio Calabria | Vicenza                | Güneş Sigorta      |               |
| 2000-01 Dettagli                                        | Vicenza                 | Vicenza                | Bergamo                | Sirio Perugia      |               |
| 2001-02 Dettagli                                        | Schio                   | Modena                 | Olimpia Ravenna        | Balakovskaja AĖS   |               |
| 2002-03 Dettagli                                        | Perugia                 | AGIL                   | Las Palmas             | Sirio Perugia      |               |
| 2003-04 Dettagli                                        | Treviglio               | Bergamo                | Giannino Pieralisi     | Ávila              |               |
| 2004-05 Dettagli                                        | Perugia                 | Sirio Perugia          | Balakovskaja AĖS       | Giannino Pieralisi |               |
| 2005-06 Dettagli                                        | Torino                  | Robursport Pesaro      | Chieri                 | Diego Porcelos     |               |
| 2006-07 Dettagli                                        | Perugia                 | Sirio Perugia          | Zareč'e Odincovo       | Asystel            |               |
| Dal 2007 la competizione è denominata Challenge Cup     |                         |                        |                        |                    |               |
| 2007-08 Dettagli                                        | Bursa                   | VakıfBank              | Vicenza                | Dresdner           |               |
| 2008-09 Dettagli                                        | Jesi                    | Giannino Pieralisi     | Panathīnaïkos          | Leningradka        |               |
| 2009-10 Dettagli                                        | Dresda                  | Dresdner               | Asteríx Kieldrecht     | Galatasaray        |               |
| 2010-11 Dettagli                                        | Baku                    | Azərreyl               | Lokomotiv Baku         | -                  |               |
| 2011-12 Dettagli                                        | Baku                    | Lokomotiv Baku         | Baku                   | -                  |               |
| 2012-13 Dettagli                                        | Piacenza Krasnodar      | Dinamo Krasnodar       | River                  | -                  |               |
| 2013-14 Dettagli                                        | Odincovo Istanbul       | Zareč'e Odincovo       | Beşiktaş               | -                  |               |
| 2014-15 Dettagli                                        | Ekaterinburg Bursa      | Bursa BB               | Uraločka               | -                  |               |
| 2015-16 Dettagli                                        | Bucarest Trebisonda     | CSM Bucarest           | İdman Ocağı            | -                  |               |
| 2016-17 Dettagli                                        | Pireo (Rentis) Bursa    | Bursa BB               | Olympiakos             | -                  |               |
| 2017-18 Dettagli                                        | Pireo (Rentis) Bursa    | Olympiakos             | Bursa BB               | -                  |               |
| 2018-19 Dettagli                                        | Aydın Monza             | Pro Victoria           | Aydın BB               | -                  |               |
| 2019-20 Dettagli                                        | Non assegnata           | Non assegnata          | Non assegnata          | Non assegnata      | Non assegnata |
| 2020-21 Dettagli                                        | Târgu Mureș Istanbul    | Yeşilyurt              | Alba-Blaj              | -                  |               |
| 2021-22 Dettagli                                        | San Cristóbal Scandicci | Savino Del Bene        | Haris                  | -                  |               |
| 2022-23 Dettagli                                        | Torino Timișoara        | Chieri '76             | Lugoj                  | -                  |               |
| 2023-24 Dettagli                                        | Novara Rezé             | AGIL                   | Neptunes de Nantes     | -                  |               |
| 2024-25 Dettagli                                        | Torino Roma             | Roma Club              | Chieri '76             | -                  |               |

## Palmarès per club
| Squadra                | Titolo | Edizione                  |
| ---------------------- | ------ | ------------------------- |
| Münster                | 3      | 1981-82, 1993-94, 1995-96 |
| Reggio Emilia          | 3      | 1985-86, 1988-89, 1997-98 |
| Modena                 | 2      | 1986-87, 2001-02          |
| Matera                 | 2      | 1990-91, 1991-92          |
| Canottieri Aniene      | 2      | 1992-93, 1996-97          |
| AGIL                   | 2      | 2002-03, 2023-24          |
| Sirio Perugia          | 2      | 2004-05, 2006-07          |
| Bursa BB               | 2      | 2014-15, 2016-17          |
| Lohhof                 | 1      | 1980-81                   |
| CJD Feuerbach          | 1      | 1982-83                   |
| Amatori Bari           | 1      | 1983-84                   |
| Viktoria Augsburg      | 1      | 1984-85                   |
| Brogliaccio            | 1      | 1987-88                   |
| / Orbita               | 1      | 1989-90                   |
| Sumirago               | 1      | 1994-95                   |
| Centro Ester           | 1      | 1998-99                   |
| Virtus Reggio Calabria | 1      | 1999-00                   |
| Vicenza                | 1      | 2000-01                   |
| Bergamo                | 1      | 2003-04                   |
| Robursport Pesaro      | 1      | 2005-06                   |
| VakıfBank GS           | 1      | 2007-08                   |
| Giannino Pieralisi     | 1      | 2008-09                   |
| Dresdner               | 1      | 2009-10                   |
| Azərreyl               | 1      | 2010-11                   |
| Lokomotiv Baku         | 1      | 2011-12                   |
| Dinamo Krasnodar       | 1      | 2012-13                   |
| Zareč'e Odincovo       | 1      | 2013-14                   |
| CSM Bucarest           | 1      | 2015-16                   |
| Olympiakos             | 1      | 2017-18                   |
| Pro Victoria           | 1      | 2018-19                   |
| Yeşilyurt              | 1      | 2020-21                   |
| Savino Del Bene        | 1      | 2021-22                   |
| Chieri '76             | 1      | 2022-23                   |
| Roma Club              | 1      | 2024-25                   |

## Palmarès per nazioni
| Nazione          | Titolo |
| ---------------- | ------ |
| Italia           | 26     |
| Germania         | 7      |
| Turchia          | 4      |
| Azerbaigian      | 2      |
| Russia           | 2      |
| Grecia           | 1      |
| Romania          | 1      |
| Unione Sovietica | 1      |